# 黑鏢鱸
黑鏢鱸為輻鰭魚綱鱸形目鱸亞目河鱸科的其中一種，分布於加拿大、美國聖羅倫斯河、五大湖、密西西比河等流域，體長可達7.2公分，棲息在沙泥底質的水塘、溪流，屬肉食性，以水生昆蟲為食，雄魚具有護卵的行為。